# Audio'm
Audio’m est un groupe de rock progressif français, originaire de Banyuls-sur-Mer, dans le sud de la France. Formé dans le courant des années 2010, le groupe sort son premier album en 2016.

## Biographie
À l’origine écrites pour piano et viole de gambe, les premières compositions du groupe se sont étoffées au gré des rencontres, par l’association des sept autres musiciens, chacun apportant sa pierre à l’édifice.
La musique d’Audio'm s’inscrit dans la philosophie du rock progressiste, s’inspirant du jazz, de la musique classique et du rock prog des années 1970, avec pour seules contraintes artistiques, la recherche et la création.
La richesse harmonique et la complexité rythmique des morceaux originels laissent place, pour chaque instrument, à une large palette expressive où s’entremêlent dialogue musical et osmose mélodique.
Audio’m s’est produit au festival Prog'Sud 2015 en première partie de Telescope Road et BARAKA, au Festival Crescendo 2016 en première partie d’IO Earth ainsi qu’à Turin, Gênes et dans le sud de la France.

## Membres
- Marco Fabbri - batterie
- Michel Cayuela - claviers
- Mathieu Havart - claviers
- Simon Segura - basse, guitare
- Gary Haguenauer - guitare lead
- Dominique Olmo - guitare rythmique
- Emmanuelle Olmo-Cayuela - chant
- Lyse Mathieu - flûte traversière
- Emma Boudeau - viole de gambe

## Discographie

### Album studio
- 2016 : Audio'm
- 2022 : Godzilla[9]